# Generic Mapping Tools
Generic Mapping Tools (Универсални картографски инструменти, GMT) е набор от програми с отворен код, за обработка и визуализация на информация в двумерен и тримерен вид, растеризация, филтрация и много други алгоритми за обработка на изображения и представянето им в различни картографски проекции. Програмният пакет разполага с обширен набор от свободно разпространяващи се картографски данни, включващ брегова линия, реки, административни граници и много други географски обекти. Включени са и програми за конвертиране и импорт на различни файлови формати (спътникови снимки, цифрови модели на релефа), достъпни от други източници. Изходният файлов формат на програмата е PostScript (PS) или Encapsulated PostScript (EPS).
Всички програми, влизащи в пакета са утилити с команден ред, което позволява работата да се автоматизира посредством писане на скриптове и командни файлове. Създадени са и графични обвивки за GMT от различни лица и организации, а също и Уеб-приложения за онлайн работа с пакета.
Първата версия е разработена от Пол Весел (Paul Wessel) и Уолтър Смит (Walter H. F. Smith) през 1988 г. Разпространява се под лиценза GNU (General Public License). Основната област на приложение са геоинформационните системи. Разполага с многобройни средства за графично изобразяване на географска информация и многомерен анализ.
Програмният пакет е реализиран за Linux и Windows.